# Jurij Łoriencson
Jurij Jewgienijewicz Łoriencson (ros. Юрий Евгеньевич Лоренцсон; ur. 2 grudnia 1930 w Leningradzie, zm. 24 grudnia 2002) – rosyjski wioślarz reprezentujący ZSRR, dwukrotny medalista olimpijski i srebrny medalista mistrzostw świata.

## Kariera
Wystąpił na igrzyskach olimpijskich w Rzymie w 1960, gdzie radziecka ósemka odpadła w repasażach pierwszej rundy. Następnie startował w ósemkach na igrzyskach olimpijskich w Tokio w 1964; osada ZSRR zajęła w finale piąte (przedostanie) miejsce. Podczas igrzysk olimpijskich w Meksyku w 1968, reprezentanci ZSRR zajęli trzecie miejsce w tej samej konkurencji. W wyścigu finałowym Zigmas Jukna, Antanas Bagdonavičius, Wołodymyr Sterlik, Juozas Jagelavičius, Aleksandr Martyszkin, Vytautas Briedis, Wałentyn Krawczuk, Wiktor Suslin i Jurij Łoriencson uplasowali się 2,11 sekundy za osadą RFN i 1,13 sekundy za osadą Australii. Na rozgrywanych cztery lata później igrzyskach olimpijskich w Monachium wystąpił w dwójkach ze sternikiem. Radziecka osada awansowała do Finału A, w którym zajęła piąte (przedostanie) miejsce. Brał też udział w igrzyskach olimpijskich w Montrealu w 1976, ponownie startując w dwójkach ze sternikiem. Jurij Szurkałow, Dmitrij Biechtieriew i Jurij Łoriencson wywalczyli srebrny medal, plasując się o 2,83 sekundy za osadą NRD i o 1,46 przed Czechosłowacją.
Na rozgrywanych w 1962 mistrzostwach świata w Lucernie zdobył srebro w ósemkach.
W ósemkach zdobył również: srebro na mistrzostwach Europy w Kopenhadze (1963) i mistrzostwach Europy w Amsterdamie (1964) oraz brąz na mistrzostwach Europy w Moskwie (1973). Ponadto wywalczył złoty medal w czwórkach ze sternikiem na mistrzostwach Europy w Vichy (1967).